# 하치쿠보 하야테
하치쿠보 하야테(일본어: 八久保 颯, 1993년 6월 23일 ~ )는 일본의 전 축구 선수이다.

## 구단 경력
그는 2016년부터 2019년까지 J리그의 로아소 구마모토에서 활동하였다.